# دستجرد آقابزرگ
دستجرد آقابزرگ، روستایی از توابع بخش زبرخان شهرستان نیشابور در استان خراسان رضوی ایران است.

## جمعیت
این روستا در دهستان اسحق‌آباد قرار دارد و بر اساس سرشماری مرکز آمار ایران در سال ۱۳۸۵، جمعیت آن ۱٬۰۶۱ نفر (۲۶۶خانوار) بوده‌است.